# Mladějov na Moravě
Mladějov na Moravě (en alemán: Blosdorf bei Mährisch Trubau) es una localidad con rango de municipio (obec) en el Distrito de Svitavy de la región de Pardubice, dentro de la región histórica de Moravia, actualmente en la República Checa.
El municipio tiene una superficie de 9.26 km² y una población de 488 habitantes (28 de agosto de 2006).
Mladějov na Moravě se encuentra aproximadamente 12 km al noroeste de Svitavy, 63 km al sureste de Pardubice y 159 km al este de Praga.